# Термопот

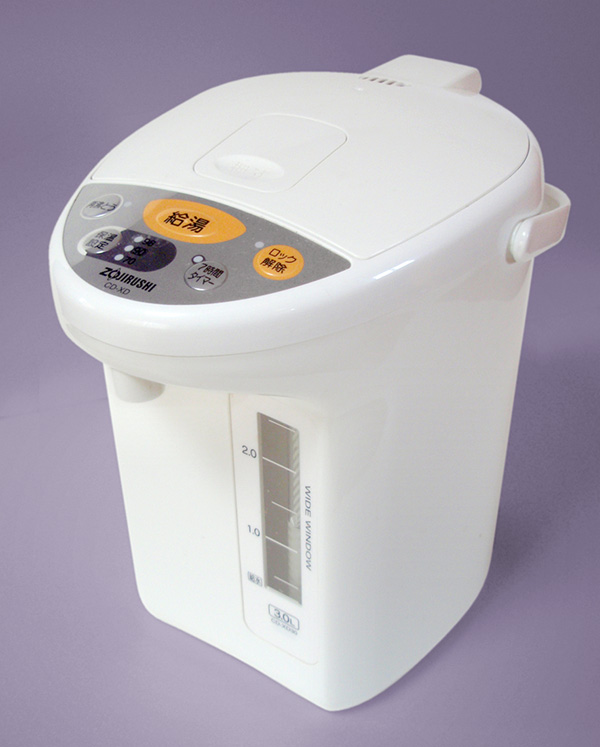
Термопот виробництва Zojirushi.

Термопот — побутовий електроприлад, що поєднує в собі функції чайника і термоса: поки він увімкнений в мережу, температура води буде підтримуватися на заданому рівні (можна вибрати один з режимів підтримки температури, наприклад, 60, 80 або 95 °C). Підігрів води до кипіння в термопоті займе більше часу, ніж нагрівання того ж обсягу в електрочайнику, оскільки потужність термопоту, зазвичай, невисока. Підтримання води в гарячому стані так само вимагає витрат електроенергії. Подача води відбувається при натисканні на кнопку (при цьому вмикається насос) або вручну. Завдяки цьому важкий термопот не потрібно піднімати або навіть нахиляти, щоб отримати гарячу воду, що особливо зручно для літніх людей. Термопоти можна порадити тим, кому важливо постійно мати певний запас гарячої води, причому не обов'язково окріп. Наприклад, якщо є маленькі діти, для приготування дитячого харчування можна вибрати режим «60 °C», і завжди буде під рукою вода потрібної температури. Також термопот можна порадити для тих сімей, де часто бувають гості. Для тих, хто перебуває вдома тільки вранці і ввечері, функції термопоту, швидше за все, виявляються непотрібними, достатньо буде звичайного електрочайника.